# Louis Reichardt

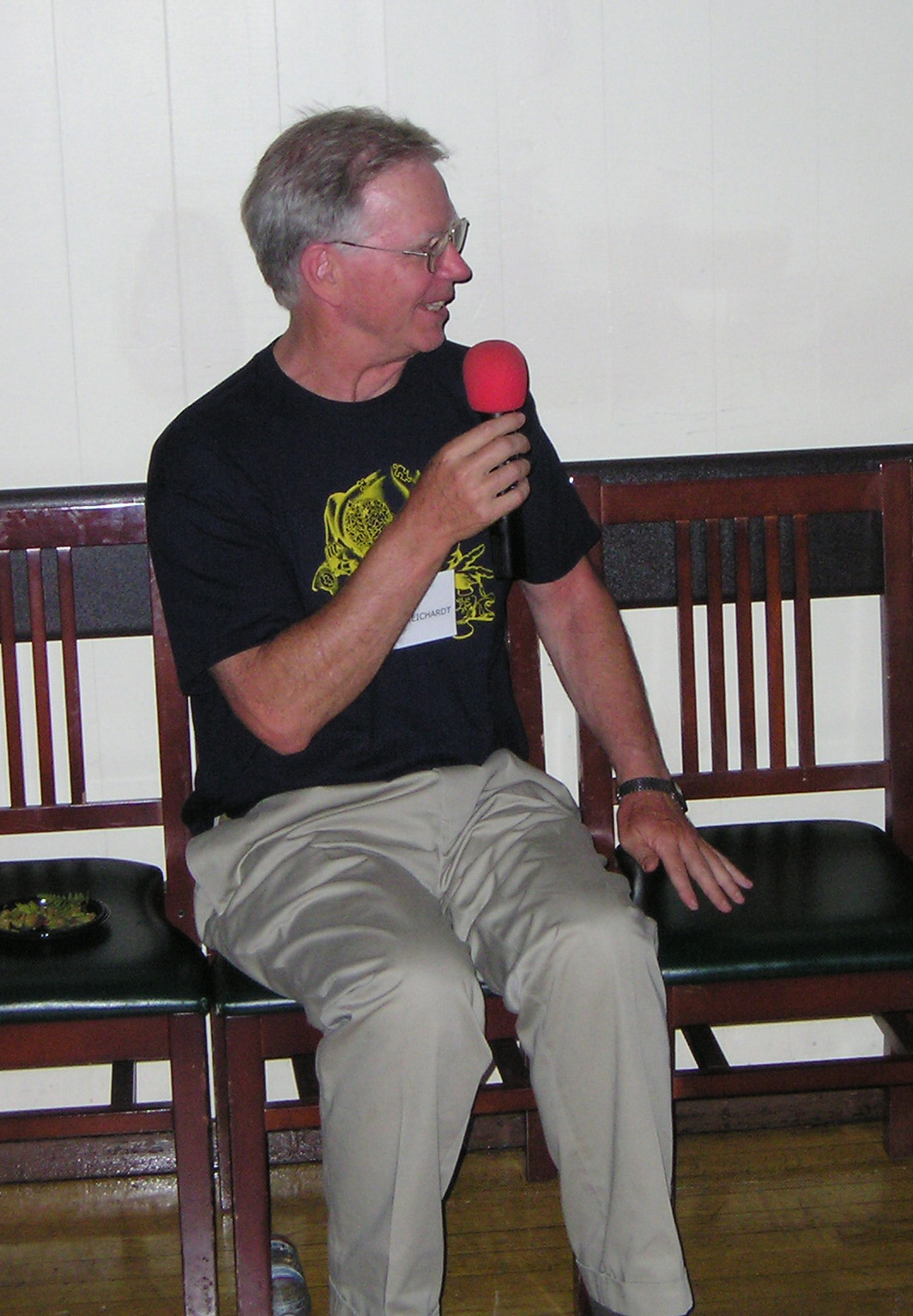
Louis Reichardt (2005)

Louis French Reichardt (* 4. Juni 1942) ist ein US-amerikanischer Zellbiologe und Bergsteiger.

## Akademische Karriere
Reichardt studierte bis 1964 an der Harvard University Biologie und anschließend bis 1972 Biochemie an der Stanford University, wo er seinen Ph.D. erwarb. Anschließend arbeitete er als Wissenschaftler in Genf und an der Harvard Medical School. 1975 wurde er zum associate professor, 1985 zum Professor für Physiologie, Biochemie und Biophysik an die University of California, San Francisco berufen.
Reichardt beschäftigt sich vor allem mit molekularen Mechanismen, die beim Überleben von Neuronen, dem Wachstum von Axonen und der Bildung von Synapsen eine Rolle spielen. Er ist Autor bzw. Co-Autor von mehr als 130 Publikationen. 2005 wurde er in die American Academy of Arts and Sciences gewählt.

## Karriere als Bergsteiger
Reichardt war neben seiner wissenschaftlichen Karriere ein begeisterter Höhenbergsteiger.
Am 6. September 1978 erreichte er zusammen mit Jim Wickwire als erster US-Amerikaner den Gipfel des K2, er stieg trotz Versagens seines Sauerstoffgeräts weiter und wurde zum ersten Menschen der den zweithöchsten Berg der Erde ohne mitgeführten Sauerstoff bestieg. 1981 war er Mitglied der Amerikanischen Everest-Expedition, die die bis dahin unbewältigte Ostwand des Berges bezwingen wollte. Infolge widriger Bedingungen musste die Expedition jedoch aufgeben. Zwei Jahre später war Reichardt wiederum Teilnehmer des zweiten Anlaufs zur Besteigung der Ostflanke. Diesmal überwanden die US-Bergsteiger sämtliche Hindernisse unter Einsatz von schwerem Geschütz: Zum Aufstieg benutzten sie Trittschlingen und eine Motorseilwinde, um das Material von Lager zu Lager zu transportieren; die Fixseile wurden mit einem Raketenwerfer den Fels hinaufgeschossen. Am 8. Oktober 1983 erreichte Reichardt zusammen mit Kim Momb und Carlos Buhler den Gipfel und war damit auch der erste US-Amerikaner, der die beiden höchsten Berge der Erde bestieg.
Reichardt war von 1995 bis 1997 Präsident des American Alpine Club.